# Грейт-Баррінгтон (Массачусетс)
Грейт-Баррінгтон (англ. Great Barrington) — місто (англ. town) в США, в окрузі Беркшир штату Массачусетс. Населення — 7172 особи (2020).

## Клімат
| Клімат : Грейт-Баррінгтон | Клімат : Грейт-Баррінгтон | Клімат : Грейт-Баррінгтон | Клімат : Грейт-Баррінгтон | Клімат : Грейт-Баррінгтон | Клімат : Грейт-Баррінгтон | Клімат : Грейт-Баррінгтон | Клімат : Грейт-Баррінгтон | Клімат : Грейт-Баррінгтон | Клімат : Грейт-Баррінгтон | Клімат : Грейт-Баррінгтон | Клімат : Грейт-Баррінгтон | Клімат : Грейт-Баррінгтон | Клімат : Грейт-Баррінгтон |
| Показник                  | Січ.                      | Лют.                      | Бер.                      | Квіт.                     | Трав.                     | Черв.                     | Лип.                      | Серп.                     | Вер.                      | Жовт.                     | Лист.                     | Груд.                     | Рік                       |
| Середній максимум, °C     | 0,6                       | 2,2                       | 7,2                       | 14,4                      | 20,6                      | 25,6                      | 27,8                      | 27,2                      | 22,2                      | 15,6                      | 9,4                       | 3,3                       | 14,7                      |
| Середній мінімум, °C      | −10                       | −8,9                      | −4,4                      | 1,7                       | 7,8                       | 12,8                      | 15,0                      | 13,9                      | 9,4                       | 3,3                       | −0,6                      | −6,1                      | 2,9                       |
| Норма опадів, мм          | 86                        | 76                        | 92                        | 101                       | 115                       | 112                       | 116                       | 114                       | 105                       | 119                       | 100                       | 99                        | 1235                      |
| ------------------------- | ------------------------- | ------------------------- | ------------------------- | ------------------------- | ------------------------- | ------------------------- | ------------------------- | ------------------------- | ------------------------- | ------------------------- | ------------------------- | ------------------------- | ------------------------- |
| Джерело:                  |                           |                           |                           |                           |                           |                           |                           |                           |                           |                           |                           |                           |                           |

## Демографія
Згідно з переписом 2010 року, у місті мешкали 7104 особи в 2879 домогосподарствах у складі 1638 родин. Було 3466 помешкань
Расовий склад населення:
| - 90,8 % — білих - 2,7 % — чорних або афроамериканців - 1,7 % — азіатів - 0,4 % — корінних американців - 1,8 % — осіб інших рас |

До двох чи більше рас належало 2,6 %. Частка іспаномовних становила 6,0 % від усіх жителів.
За віковим діапазоном населення розподілялося таким чином: 19,8 % — особи молодші 18 років, 61,9 % — особи у віці 18—64 років, 18,3 % — особи у віці 65 років та старші. Медіана віку мешканця становила 45,5 року. На 100 осіб жіночої статі у місті припадало 91,3 чоловіків; на 100 жінок у віці від 18 років та старших — 88,1 чоловіків також старших 18 років.
Середній дохід на одне домашнє господарство становив 82 952 долари США (медіана — 56 124), а середній дохід на одну сім'ю — 108 084 долари (медіана — 83 229). Медіана доходів становила 43 594 долари для чоловіків та 37 463 долари для жінок. За межею бідності перебувало 5,2 % осіб, у тому числі 8,5 % дітей у віці до 18 років та 3,4 % осіб у віці 65 років та старших.
Цивільне працевлаштоване населення становило 3515 осіб. Основні галузі зайнятості: освіта, охорона здоров'я та соціальна допомога — 30,2 %, мистецтво, розваги та відпочинок — 20,3 %, науковці, спеціалісти, менеджери — 11,1 %, роздрібна торгівля — 8,1 %.

## Уродженці
- Вільям Едуард Беркхардт Дюбойс (* 1868 †1963) —американський соціолог і панафриканіст.
- Геміш Лінклатер (* 1976) — американський актор і драматург.